# Ивановский, Иво
Иво Ивановский (макед. Иво Ивановски; род. 10 января 1978, Битола, Социалистическая Республика Македония, СФРЮ) — македонский государственный деятель, министр информационного общества Республики Македонии.

## Образование
Иво Ивановский получил степень бакалавра в области компьютерных наук в 2001 году в Университете штата Огайо в Колумбусе (США). Степень магистра получил в 2003 году во Франклинском университете в том же Коламбусе.
Владеет английским, сербским и хорватским языками.

## Политическая карьера
21 декабря 2006 года Ивановский был назначен министром без портфеля, отвечающим за развитие информационного общества в Республике Македонии.
1 августа 2008 года он возглавил новое министерство информационного общества Республики Македонии.